# Chinidrone
Il chinidrone è un complesso formato da 1,4-benzochinone e idrochinone.
A temperatura ambiente si presenta come un solido rosso-bruno dall'odore caratteristico.